# Dąbrówka (powiat kolski)
Dąbrówka – wieś w Polsce położona w województwie wielkopolskim, w powiecie kolskim, w gminie Kłodawa.
W latach 1975–1998 miejscowość należała administracyjnie do województwa konińskiego.